# MUTE (сеть)
MUTE — свободная файлообменная программа для анонимной работы в сетях P2P. Для достижения анонимности используется муравьиный алгоритм.

## Особенности
- Полностью децентрализованная сеть, не нуждающаяся в центральном сервере[3];
- Использование косвенных ссылок: отправитель и получатель файлов устанавливают соединение не напрямую, а через несколько промежуточных узлов. Получатель не знает адреса открываемого узла, а отправитель — кому он послал файл. Каждый узел сети знает только IP-адреса соседних узлов[4];
- Шифрование связи между соседними узлами в сети по алгоритмам RSA и AES[5];
- Маршрутизация на основе муравьиного алгоритма[6].

Меню поиска данных
Меню закачки файлов

## Клиенты
- Kommute
- NapShare[7]